# Bílá skála (Krkonoše)
Bílá skála (německy Heidstein) je hora v západních Krkonoších, nacházející se 2 km východně od Příchovic a 4,5 km východně od Tanvaldu, zakončená výrazným křemencovým blokem, vystupujícím nad okolní les. S výškou 968 m n. m. jde o nejvyšší vrchol Kapradnické hornatiny, což je část Krkonoš západně od řeky Jizery. Křemencový písek těžený v okolí hory býval surovinou pro sklárnu v Rejdicích.
Skalnatý vrchol Bílé skály posloužil v roce 2022 k natočení exteriérových záběrů krakonošovy chalupy v pohádce Krakonošovo tajemství.

## Přístup
Přímo na vrchol nevede žádná značená cesta. Nejjednodušší přístup je po zeleně značené cestě z Příchovic směrem k rozhledně Štěpánka. Ta asi 250 m za odbočkou ke Štěpánce odbočuje doleva (na sever) a rovně (na východ) pokračuje jen neznačená cesta. Z ní se po necelých 300 m odpojuje mírně doprava pěšina, z níž po dalších 150 m odbočuje prudce doprava (na jih) další pěšina, která po 400 m končí u Bílé skály. Celkem z Příchovic asi 2 km.

## Okolí
- Hutterův kříž – kříž v pískovci z roku 1834 (300 metrů jihozápadně)
- Štěpánka – kamenná rozhledna, 24 metrů vysoká, postavená v letech 1847 až 1892 (1 km severovýchodně od vrcholu)
- skiareál Rejdice – na jihozápadním svahu, sedačková lanovka končí asi 500 metrů pod vrcholem
- skiareál Paseky nad Jizerou – na jihovýchodním svahu, vlek končí asi 1 km jižně od vrcholu

## Externí odkazy

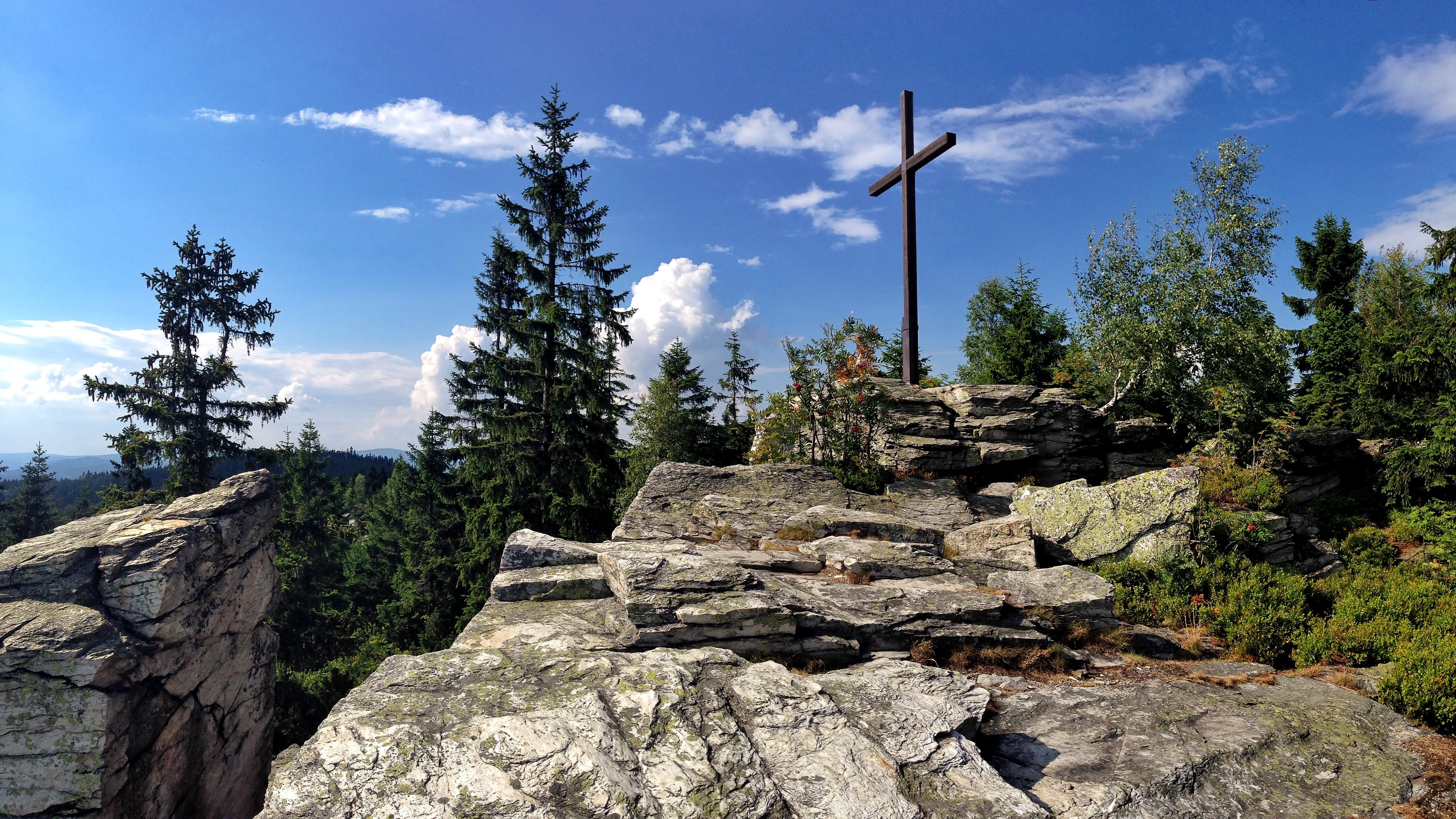
Kříž na vrcholu

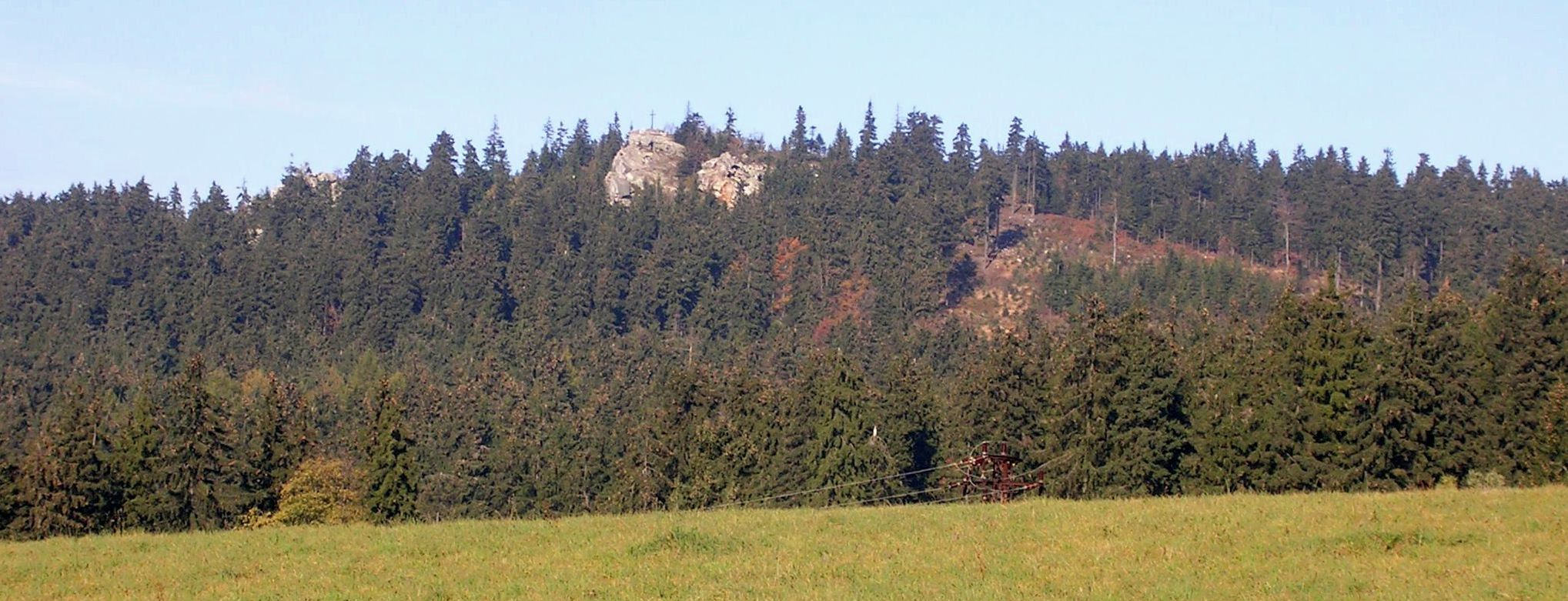
Bílá skála od Rejdic